# جيمس كينيث لوغان
جيمس كينيث لوغان (بالإنجليزية: James Kenneth Logan)‏ هو قاضي أمريكي، ولد في 21 أغسطس 1929 في كونيمو في الولايات المتحدة، وتوفي في 8 سبتمبر 2018.

## وصلات خارجية
- جيمس كينيث لوغان على موقع إن إن دي بي (الإنجليزية)